# Roodoogvireo
De roodoogvireo (Vireo olivaceus) is een zangvogel uit de familie Vireonidae (vireo's). De vroeger als ondersoort beschouwde V. o . chivi − en een hele reeks ondersoorten− wordt niet meer beschouwd als ondersoort. Op de IOC World Bird List staat dit taxon nu als chivivireo (een aparte neotropische soort uit het geslacht Vireo).

## Kenmerken
De bovendelen van het verenkleed zijn zandbruin en de onderdelen lichtgrijs. De lichaamslengte bedraagt 15 cm.
Deze vogel eet onder meer kopiebessen.

## Verspreiding en leefgebied
V. olivaceus (sensu stricto) broedt in Canada en in het midden en oosten van de Verenigde Staten en trekt na de broedtijd naar Zuid-Amerika.

## Voorkomen in Nederland
De soort is tussen 1985 en 2018 negen keer vastgesteld in Nederland.

## Status
De grootte van de populatie is in 2017 geschat op 180 miljoen volwassen vogels. Op de Rode lijst van de IUCN heeft deze soort de status niet bedreigd.